# Blodnæbsvæver
En blodnæbsvæver (Quelea quelea) er en fugleart, der menes at være blandt de mest talrige i verden. Man har estimeret, at der findes 1,5 milliarder voksne blodnæbsvævere.